# Gymnusa campbelli
Gymnusa campbelli är en skalbaggsart som beskrevs av Jan Klimaszewski 1979. Gymnusa campbelli ingår i släktet Gymnusa och familjen kortvingar. Inga underarter finns listade i Catalogue of Life.